# Szabolcs Detre
Szabolcs Detre (7 de março de 1947) é um velejador húngaro, medalhista olímpico. Ele competiu nos Jogos Olímpicos de Verão de 1980 na classe Flying Dutchman e conquistou a medalha de bronze, ao lado de seu irmão gêmeo Zsolt Detre.
Sua filha Diána Detre é windsurfista e participou dos Jogos Olímpicos de 2008 e 2012. Seu pai, László Detre, era astrônomo e o asteroide (1538) Detre leva o seu nome.